# Ian Harte
Ian Patrick Harte (Drogheda, 31 de agosto de 1977) é um ex-futebolista irlandês que atuava como lateral-esquerdo. Fez carreira no futebol inglês, principalmente no Leeds United.

## Carreira
Iniciou a carreira profissional em 1996, no Leeds United, clube pelo qual realizou 213 partidas até 2004, marcando 28 gols.
Em 2004, esnobou propostas de Barcelona e Milan para assinar com o Levante, após vivenciar a crise financeira que assolaria o Leeds United a partir de 2003. Permaneceu até 2007 no clube valenciano, atuando em 66 partidas e marcando 10 gols, até o técnico Abel Resino declarar que Harte encontrava-se fora de seus planos para a temporada 2007-08.
Voltaria ao futebol inglês em agosto, assinando com o Sunderland, reencontrando seu ex-companheiro de Seleção Irlandesa, Roy Keane. Depois que o técnico decidiu colocá-lo na lista de transferências em janeiro do ano seguinte, acabou saindo da equipe. Pelos Black Cats, o lateral-esquerdo atuou em apenas 8 jogos. Ainda em 2008, treinou com o elenco do Wolverhampton Wanderers, mas recusou uma proposta de contrato mensal. Em setembro, jogou pela equipe reserva do Sheffield United contra a formação de suplentes do Newcastle, mas não conseguiu assinar com os Blades. Treinou ainda no Vålerenga e no Charlton Athletic, mas, sem acordo com nenhuma equipe, Harte optou em assinar contrato com o Blackpool em dezembro. Nos Tangerines, o lateral jogou apenas 4 partidas.
Em março de 2009, foi contratado pelo Carlisle United, onde atuou em 52 partidas até 2010, marcando 19 gols. Seu desempenho chamou a atenção do Reading, que pagou 100 mil libras para contar com os serviços de Harte. Em 3 anos, foram 88 jogos e 15 gols marcados, tendo o lateral deixado o clube ao final da temporada 2012-13.
Assinou com o Bournemouth em junho de 2013, em contrato válido por um ano. Tornou-se peça importante no acesso dos Cherries à Premier League em 2014-15, mas ele terminaria dispensado ao final da temporada. Sem perspectivas de encontrar outro clube para jogar, Harte oficializou sua aposentadoria em 27 de agosto de 2015, 4 dias antes de completar 38 anos.

## Seleção Irlandesa
Pela Seleção da Irlanda, Harte, credenciado por suas atuações no Leeds, estreou em junho de 1996, com apenas 18 anos, quando seu país enfrentou a Croácia. Em 2002, após 8 anos fora das competições mais importantes (Copa de 1998 e Eurocopas de 1996 2000), a Irlanda realizou uma boa campanha na Copa de 2002, parando nas oitavas-de-final contra a Espanha. Sob o comando de Brian Kerr, as presenças de Harte no selecionado ficaram limitadas. O lateral-esquerdo envergou a camisa irlandesa pela última vez em 2007, contra San Marino.